# Jean-Bernard Pommier
Jean-Bernard Pommier (ur. 17 sierpnia 1944 w Béziers) – francuski pianista i dyrygent.

## Życiorys
Jako dziecko pobierał lekcje gry na fortepianie u Miny Kozłowej. W latach 1958–1961 studiował w Konserwatorium Paryskim u Yvesa Nata i Pierre’a Sancana. Uzupełniające studia pianistyczne odbył u Eugene’a Istomina. Uczył się też dyrygentury u Eugène’a Bigota. W 1960 roku zdobył I nagrodę na konkursie Jeunesses Musicales w Berlinie. W 1962 roku zajął VII miejsce na Międzynarodowym Konkursie Muzycznym im. Piotra Czajkowskiego w Moskwie, pomimo słabej lokaty zdobył sobie jednak uznanie krytyków i publiczności. Występował jako pianista z koncertami w Europie i Stanach Zjednoczonych. W 1971 roku wystąpił na festiwalu w Salzburgu.
Po 1980 roku zaczął występować jako dyrygent, często w podwójnej roli pianisty i dyrygenta. Współpracował z takimi orkiestrami jak Northern Sinfonia of England, Scottish Chamber Orchestra, English Chamber Orchestra, The Hallé i Royal Liverpool Philharmonic Orchestra. W jego repertuarze znajduje się muzyka okresu klasycyzmu i romantyzmu, a także utwory współczesne. Dokonał nagrań płytowych dla wytwórni EMI, Erato i Virgin Records.